# EuroVelo 10
L’EuroVelo 10, véloroute de la Baltique (EV 10), également dénommée « le circuit de la Hanse », est une véloroute faisant partie du programme EuroVelo d’aménagement de voie cyclable à l’échelle européenne. Long de 9 000 km, l’itinéraire décrit une boucle traversant l'Europe du Nord autour de la mer Baltique et passe successivement par neuf pays, la Russie, la Finlande, la Suède, le Danemark, l'Allemagne, la Pologne, la Lituanie, la Lettonie et l'Estonie.

## Itinéraire

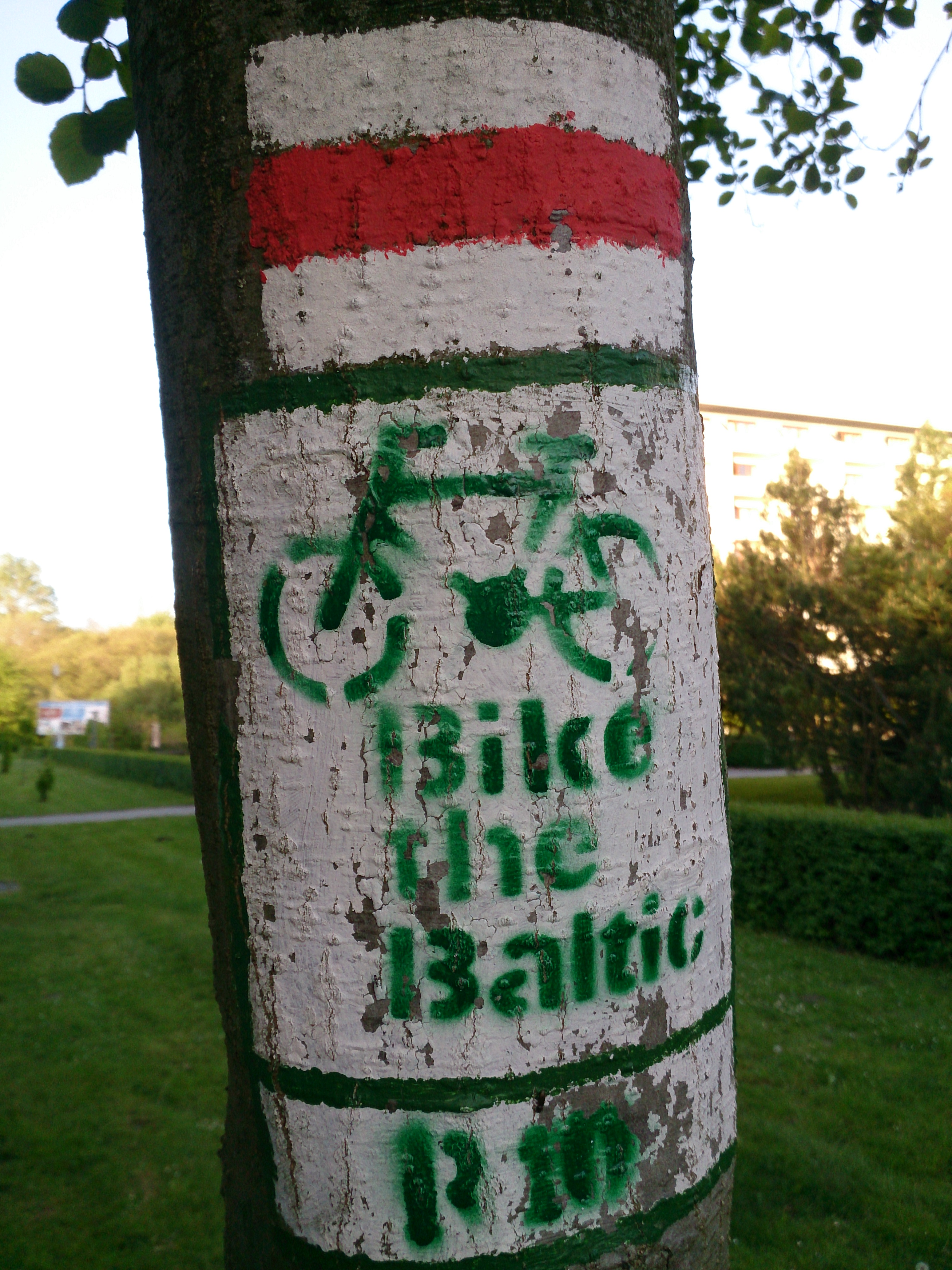
Eurovélo 10 en Pologne